# 弗兰肯历史
弗兰肯是指弗兰肯的歷史。大约60万年前，已有人在弗兰肯定居。在中世纪前期，图林根人、阿勒曼尼人和法蘭克人在弗兰肯定居。从9世纪中叶开始，弗兰肯公国成为東法蘭克王國五个部落公国之一。 1500年7月2日，馬克西米連一世實行帝国改革並且設立了弗兰肯行政圈。中世纪和早期现代，弗兰肯境內諸侯割據（德意志割据）。十九世纪拿破仑一世統治期間，弗兰肯的大部分地区被并入巴伐利亞王國。